# ザ・キッパーズ
ザ・キッパーズ（The Kippers）は日本のバンド、グループ・サウンズ。北海道を拠点とし、1963年（昭和38年）の結成以来、2018年まで連綿と活動を続けていた。「北海道のブルー・コメッツ」との異名を持った。代表曲に「はまなすの恋」。

## 経歴
1963年（昭和38年）4月結成。伊達市出身の渡部弘康と弟の康雄を中心に北海道伊達高等学校の同窓生らで結成、バンド名はメンバーのあだ名「キバ」をもじって付けたが、後に英語の「雄の鮭」の意味を「北海道らしい」との理由から後付している。
札幌狸小路の小さなダンスホールなどで活動を始め、1967年（昭和42年）からは南9条のナイトクラブ「コンコルド93」に所属する（1983年まで）。
グループ・サウンズ（GS）ブームの中、北海道放送のレギュラーとなったことで道内での人気を獲得、1968年（昭和43年）末にはアポロンからGSの楽曲をカバーした8トラックの音源をリリース。1969年（昭和44年）9月、日本コロムビアから彩木雅夫作曲の「風のふるさと」でレコードデビュー。本曲は北海道放送の深夜番組「ヤング26時」のテーマソングとして、2年間にわたり使用された。
1972年（昭和47年）、オリジナルナンバー「はまなすの恋」が道内ラジオ局でリクエスト上位に入って話題を集め、1973年（昭和48年）3月、徳間音楽工業のダン・レコードから本曲を2枚目のレコードとしてリリース。本曲は以前からの持ち歌で、1968年の8トラックにも収録されていた。元々は彩木が畠山みどりのために作った曲だったという。また、のちにこの曲から名前を取った菓子「はまなすの恋」（北菓楼）が発売されている。
以後も「星のコーラス」（1974年）、「結婚します」（1981年）と徳間、トリオレコードからそれぞれレコードをリリース。
1983年には拠点のコンコルド93の閉店に伴い一時解散し、渡部弘康と菊地淳一は独立して店舗を持ったものの音楽活動を希望し渡部をオーナーに据える形で、1985年（昭和60年）にスナック「ザ・キッパーズ」を開店。アメリカンポップス専門のライブハウスとして、以来ここを拠点にオールディーズ、GSの楽曲をレパートリーの中心としライブ活動を続けた。
また1996年（平成8年）にはライブアルバム「MY BACK PAGE」、2003年（平成15年）には新曲「薔薇の追憶」を含むアルバム「はまなすの恋」をリリースしている。
2018年（平成30年）4月末で、スナック「ザ・キッパーズ」は閉店。演奏活動は継続し、8月には結成55周年記念コンサートを開催したが、リーダー渡部弘康の体調不良に伴い同年12月末をもって休止。その後は残りのメンバーによりすすきのにてバー「LIVE BAR」が経営されたが、渡部弘康は2019年9月6日に死去、またLIVE BARも2022年12月をもって閉店した。

## メンバー
メンバーは時期により変動があるが、渡部弘康（＝伊藤美智弘）、関東忠勝　は結成当初から現在まで参加している。リーダー（バンマス）は渡部弘康。

### 1969年時点
- 伊藤美智弘 - ボーカル、リードギター[12]
- 渡辺康雄 - ボーカル、ドラムス
- 田村昌彦 - オルガン
- 関東忠勝 - ボーカル、サックス
- 浜祐次 - ベース
- 池田純 - ボーカル

### 1996年時点
- 渡部弘康 - リードギター、コーラス[13]
- 渡部康雄 - ドラムス、ボーカル
- 関東忠勝 - サックス、ギター、ボーカル
- 幸山稔 - ベース、コーラス
- 大西ちあき - キーボード、コーラス
- 菊地純一 - ボーカル
- 西島利恵 - ボーカル

### 2010年時点
- 渡部弘康 - ギター[14]
- 渡部康雄 - ドラム
- 関東忠勝 - サックス
- 菊地純一（ジュンペイ） - ボーカル
- BING - ベース
- 解良保哉 - キーボード
- 高村章子（アキ） - ボーカル
- 森口奈美（ナミ） - ボーカル

### 2014年時点
- 渡部弘康 - ギター・コーラス
- 渡部康雄 - ドラム・ヴォーカル
- 関東忠勝 - サックス・ヴォーカル
- 館村純一 - ベース・コーラス
- 大西ちあき - キーボード・コーラス
- 合田千春（チー） - ヴォーカル

### 2018年時点
- 渡部弘康 - ギター・コーラス
- 関東忠勝 - サックス・ヴォーカル
- 館村純一 - ベース・コーラス
- 大西ちあき - キーボード・コーラス
- 合田千春（チー） - ヴォーカル
- 金村東允 - ドラム
- 五十嵐翔 - ドラム

## ディスコグラフィ

### シングル
1. 風のふるさと/星のロマン（1969年9月25日、コロムビアP-77）
  - 「風のふるさと」はオムニバスアルバム「アメイジングGSシリーズ（3） 蒼いムードのGSナイト」（渡辺音楽出版、2001年）に収録されている。
2. はまなすの恋/夜明けのファンタジー（1973年3月、徳間ダンVA-23）[15]
3. 星のコーラス/小雨の風景画（1974年5月1日、徳間ダンVA-38）
4. 結婚します/ほほえみながら（1981年4月、トリオ3B702）

### アルバム
1. MY BACK PAGE（ライブアルバム、1996年、ビヨンドBRP002）
2. はまなすの恋（2003年、ミュージックキャップトーキョーMCKP01）

### 書籍
- 黒沢進『日本ロック紀GS編 コンプリート』シンコー・ミュージック、2007年

### ウェブサイト
- J:COMMUNITY 札幌 | ～札幌のアーティストたち～ ザ・キッパーズ　編 - J:COMMUNITY札幌の番組「さっぽろ見聞録」でのメンバーへのインタビュー（2010年7月1日放送）
- ザ・キッパーズ - 歌謡曲黄金時代における紹介
- 不惑の60'Sアメリカンポップ　「ザ・キッパーズ」/2004-06-06 - 北海道経済新聞による記事